# Mirosław Konarski
Mirosław Konarski herbu Ossoria – podkomorzy malborski w latach 1630–1655, chorąży pomorski w latach 1618–1630.
Poseł na sejm zwyczajny 1629 roku z powiatu słuchowskiego. Był elektorem Władysława IV Wazy z województwa malborskiego w 1632 roku.